# Тартуская обсерватория
Обсерватория Тарту (эст. Tartu Observatoorium) — крупнейшая астрономическая обсерватория Эстонии. Основана в 1810 году в городе Тарту, уезд Тартумаа, Эстония. В 1964 году в связи с ростом городской засветки обсерватория переехала в более подходящее место для наблюдений: в деревню Тыравере (в 20 км юго-западнее Тарту). В разное время обсерватория носила разные названия: «Дерптская обсерватория» (1810—1893 года), «Юрьевская обсерватория» (1893—1919 года), «Тартуская астрономическая обсерватория» (1919—1964 года), «Тартуская астрофизическая обсерватория им. В. Я. Струве АН Эстонской ССР» (1964—1995 года) и «Обсерватория Тарту» (с 1995 года).

## Руководители обсерватории
Директора старой обсерватории в Тарту:
- 1804—1809 — Пфафф, Иоганн Вильгельм Андреас[2]
- 1809—1818 — de:Johann Sigismund Gottfried Huth[3]
- 1820—1839 — Струве, Василий Яковлевич
- 1839—1840 — Зенфф, Карл Эдуард[4]
- 1840—1865 — Иоганн Генрих Медлер
- 1865—1872 — Клаузен, Томас
- 1872—1894 — Шварц, Людвиг Эдуардович (нем. Peter Carl Ludwig Schwarz)[5]
- 1894—1908 — Левицкий, Григорий Васильевич
- 1908—1915 — Покровский, Константин Доримедонтович
- 1915—1918 — de:Erich Schoenberg
- 1918  — Банахевич, Тадеуш
- 1919—1948 — Роотсмяэ, Таавет Яанович
- 1948—1950 — Рийвес, Владимир Густавович[6]
- 1950—1955 — Керес, Харальд Петрович
- 1955—1964 — Киппер, Аксель Янович

Директора новой обсерватории в Тыравере:
- 1947—1950 — Arnold Humal
- 1950—1973 — Киппер, Аксель Янович
- 1973—1985 — Väino Unt
- 1985—1999 — Tõnu Viik[7]
- 1999—2010 — Laurits Leedjärv
- с 2010 года — Anu Reinart[8][9]

В 1964 году обсерватория разделилась на две: старую и новую, когда астрономы переехали на новое место.

## История обсерватории
Обсерватория была основана при Дерптском университете в 1810 году. Здание обсерватории было построено на холму Toome по проекту Йоханна Вильхельма Краузе. Первые инструменты обсерватории были установлены в 1814 году Василием Яковлевичем Струве. Впоследствии он же начал наблюдения на новых телескопах. В 1824 году был установлен 9-ти дюймовый рефрактор Фраунгофера — самый крупный на тот момент ахроматический телескоп в мире. Когда В. Я. Струве начал построение Дуги Струве, то обсерватория стала первым её измерительным пунктом.
В 1946 году обсерватория была отделена от Тартуского университета и вошла в состав Академии Наук Эстонской ССР. 1 января 1947 года был создан институт Физики, Математики и Механики при Академии Наук Эстонской ССР. Старая обсерватория Тарту вошла в состав данного института. 
В 1950 году начались поиски нового места для обсерватории. 9 октября 1952 года институт переименовывается в Институт физики и астрономии. В 1957 году институт получает землю под новую обсерваторию в Тыравере (в 20 км юго-западнее Тарту), а в следующем году начинаются строительные работы. По словам председателя астрономического совета АН СССР проф. А. А. Михайлова, преобразившейся Тартуской обсерватории предстояло стать центральным астрономическим учреждением в Прибалтийском регионе СССР. В 1964 году все астрономы переезжают в новую обсерваторию с новым оборудованием. 14 сентября того же года во время проведения международной конференции в честь новой обсерватории на её территории было объявлено о её наименовании в честь Василия Яковлевича Струве. В 1973 году снова реорганизация: институт в Тыравере теперь называется Институт астрофизики и физики атмосферы. В следующем году был сдан в эксплуатацию 1.5-м телескоп АЗТ-12 — самый крупный оптический телескоп в северной Европе. 
21 сентября 1995 года обсерватории возвращено её историческое название «Обсерватория Тарту». В 2005 году Дуга Струве была внесена в список Всемирного наследия ЮНЕСКО, таким образом Обсерватория Тарту была внесена в виде пункта «Дорпат». Сейчас основное здание старой обсерватории служит в качестве музея и является частью общественного центра научного образования: на базе музея действует клуб любителей астрономии.

## Инструменты обсерватории
Старая обсерватория:
- 7-ми футовый рефлектор Гершеля (D = 160 мм, F = 4370 мм, 1806 год)[15]
- пассажный инструмент Доллонда (D = 2.5 дюйма, F = ? мм, 1813 год)[16]
- телескоп Траутона (D = 3.5 дюйма, F = 5 футов, 1807 год)[17]
- Меридианный круг Райхенбах-Эртель (D = 100 мм, F = 1500 мм, 1822 год)[18]
- Большой рефрактор Фраунгофера (D = 244 мм, F = 4340 мм, 1824 год)[19][20][21][22]
- Гелиометр Репсольда (D = 108 мм, F = 165 мм, 1873 год)[23][24][25] (полностью аналогичен такому же гелиометру в заказанные Пулковской обсерваторией к прохождению Венеры по диску Солнца)
- Зенит-телескоп (D = 70 мм, F = ? мм, 1897 год)[26]
- Рефрактор Цейс (D = 200 мм, F = 3000 мм, 1911 год)[27][28] (эвакуирован в Томск на время Первой мировой войны: 1915—1921 года)
- Пецваль-астрограф (D = 160 мм, F = 780 мм, построен в 1911 году, установлен в 1927 году)[29][30]
- Астрограф Voigtländeri (D = 100 мм, F = 320 мм)[31]
- Рефлектор Хайд (D = 190 мм, F = 760 мм, 1921 год)[31]
- Малый рефрактор Фраунгофера (D = 100 мм, F = 1450 мм)[31]

Новая обсерватория:
- 50-см рефлектор (1963г)[33]
- АЗТ-12, рефлектор (D = 1500 мм, F = 5270 мм, производство ЛОМО, 1976 года)[34][35]
- Цейс-600 (D = 600 мм, F = 7200 мм, производство Carl Zeiss, установлен в 1998 году)[36]
- Солнечный фотометр NASA (2002 год)[37]

## Отделы обсерватории
Новой обсерватории в Тыравере
- Отдел астрофизики

- Лаборатория Звездной физики
- Лаборатория Теоретической астрофизики

- Отдел космологии

- Лаборатория Физики галактик
- Лаборатория космологии

- Отдел физики атмосферы

- Лаборатория дистанционного зондирования растительности
- Лаборатория дистанционного зондирования атмосферы

- Отдел по вопросам управления

## Направления исследований
- Геодезия
- Двойные и кратные звезды
- В 1912—1914 годах проводились фотографические наблюдения астероидов и комет, которые, скорее всего и послужили причиной присвоения кода Центра малых планет[38]
- Метеорная астрономия
- Астрофизика
- Космология
- Звездная астрономия
- Физика земной атмосферы

## Основные достижения
- Участие в создании Дуги Струве
- Каталог 3000 двойных и кратных звезд по наблюдениям Струве 1827—1837 года
- Первое достоверное определение параллакса звезды (Вега, в 1837)
- S Андромеды — первая внегалактическая сверхновая и единственная сверхновая, что наблюдалась в Туманности Андромеды (1885 год)
- Участие в обработке данных со спутника IUE (International Ultraviolet Explorer)

## Известные сотрудники
- Кнорре, Эрнст Кристоф Фридрих — первый астроном-наблюдатель Дерптской обсерватории
- Струве, Василий Яковлевич
- Кнорре, Карл Христофорович
- Эпик, Эрнст Юлиус
- Струве, Отто Васильевич
- Савич, Алексей Николаевич
- Вагнер, Август Фёдорович
- Дёллен, Вильгельм Карлович
- Фёдоров, Василий Федорович[39][40][41]
- Зеленой, Семён Ильич
- Струве, Людвиг Оттович[42]
- Баклунд, Оскар Андреевич
- Кузмин, Григорий Григорьевич
- Эйнасто, Яан Эльмарович
- Пустыльник, Изольд Бенционович
- en:Ernst Hartwig
- Брунс, Генрих[43]

## Адрес обсерватории
- Адрес старой обсерватории (1810—1964 года): город Тарту, уезд Тартумаа, Эстония 58°22′43″ с. ш. 26°43′12″ в. д.HGЯO
- Адрес новой обсерватории (с 1964 года): 61602, деревня Тыравере, уезд Тартумаа, Эстония58°15′55″ с. ш. 26°27′58″ в. д.HGЯO[44]

## Интересные факты
- Большой рефрактор Фраунгофера на момент его создания являлся самым большим в мире (D=244 мм, F=4370мм)[45]
- В честь обсерваторий назван астероид en:13995 Tõravere.